# Euphorbia annamarieae
Euphorbia annamarieae là một loài thực vật có hoa trong họ Đại kích. Loài này được Rauh mô tả khoa học đầu tiên năm 1991.